# Dornier Do 20
Die Dornier Do 20 war ein projektiertes Großflugboot der Dornier-Werke.

## Entwicklung
Entworfen wurde das Flugboot 1935 als Weiterentwicklung der Dornier Do X. Der Aufbau glich weitestgehend der Do X. Die größte Änderung betraf neben einem aerodynamisch verbesserten Rumpf die Triebwerksanordnung. So waren acht Dieselmotoren mit einer Leistung von je 800 PS bis 1000 PS vorgesehen, die jeweils zu zweit über ein Koppelgetriebe und eine Fernwelle eine Luftschraube antrieben. Die Anzahl der Luftschrauben reduzierte sich somit gegenüber der Do X von zwölf auf vier reine Zugpropeller. Es war vorgesehen, bis zu 2000 kg Nutzlast bzw. bis zu 60 Passagiere zu transportieren.
Da die Deutsche Lufthansa keinen Auftrag zur Entwicklung erteilte, wurde das Projekt nicht verwirklicht.

## Technische Daten
| Kenngröße             | Daten                                 |
| --------------------- | ------------------------------------- |
| Spannweite            | 49,0 m                                |
| Länge                 | 40,0 m                                |
| Höhe                  | 9,5 m                                 |
| Flügelfläche          | 450 m²                                |
| Leermasse             | 29.500 kg                             |
| max. Startmasse       | projektiert 50.000 kg                 |
| Triebwerke            | 8 × Diesel-Motoren mit je 800–1000 PS |
| Höchstgeschwindigkeit | projektiert ca. 300 km/h              |
| Reichweite            | projektiert ca. 4000 km               |